# 203 (szám)
A 203 (római számmal: CCIII) egy természetes szám, félprím, a 7 és a 29 szorzata.

## A szám a matematikában
A tízes számrendszerbeli 203-as a kettes számrendszerben 11001011, a nyolcas számrendszerben 313, a tizenhatos számrendszerben CB alakban írható fel.
A 203 páratlan szám, Bell-szám, összetett szám, azon belül félprím, kanonikus alakban a 71 · 291 szorzattal, normálalakban a 2,03 · 102 szorzattal írható fel. Négy osztója van a természetes számok halmazán, ezek növekvő sorrendben: 1, 7, 29 és 203.
A 203 négyzete 41 209, köbe 8 365 427, négyzetgyöke 14,24781, köbgyöke 5,87713, reciproka 0,0049261. A 203 egység sugarú kör kerülete 1275,48662 egység, területe 129 461,89166 területegység; a 203 egység sugarú gömb térfogata 35 041 018,7 térfogategység.
A 203 helyen az Euler-függvény helyettesítési értéke 168, a Möbius-függvényé 1, a Mertens-függvényé −5.